# 1940 en Bretagne
 Chronologie de la Bretagne
- 1936
- 1937
- 1938
- 1939
- 1940
- 1941
- 1942
- 1943
- 1944

Cette page recense des événements qui se sont produits durant l'année 1940 en Bretagne.

## Seconde Guerre mondiale
- 18 juin : le général de Gaulle lance son Appel du 18 juin, engageant les Français à poursuivre la lutte et fonde un gouvernement français en exil.
- 19 juin : Saint-Nazaire : le capitaine de vaisseau Ronarch réussit à faire sortir du bassin de carénage le cuirassé Jean-Bart, qui était en cours d'armement. Il met le cap sur Casablanca.
- 24 juin :  toute la population mâle de l'île de Sein, soit 124 hommes, gagne le Royaume-Uni pour poursuivre la lutte aux côtés de de Gaulle.

## Société

### Naissance

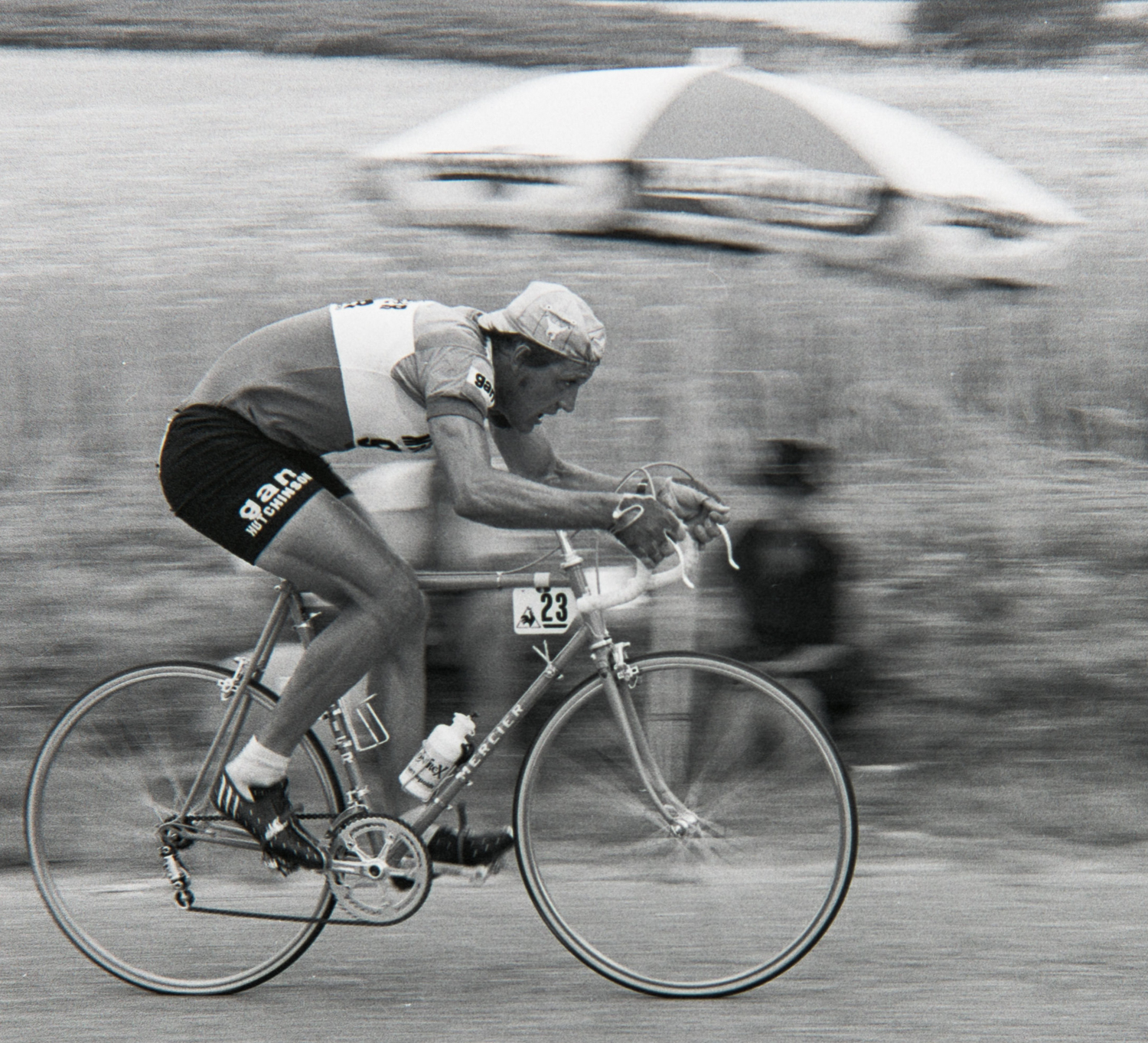
Jean-Pierre Genet - Tour de France 1976

- 2 février à Réguiny dans le Morbihan : Andrée Vaudel, coureuse cycliste française.

- 19 avril à Brest : Christian Dente, de son vrai nom Christian Denet (mort le 10 juillet 2003 à Bobigny (Seine-Saint-Denis)), chanteur, auteur-compositeur-interprète, comédien et metteur en scène français.

- 1er septembre à Brest : Christian Charrière, journaliste et écrivain français, mort le 11 septembre 2005 à Boulogne-Billancourt[1].

- 24 octobre à Brest : Jean-Pierre Genet (décédé le 16 mars 2005 à Loctudy), coureur cycliste français.

- 28 décembre à Brest : Jean-Yves Guiomar, historien français.